# Elimininatórias do Campeonato do Mundo de Râguebi de 2023
A fase de qualificação do Campeonato do Mundo de Râguebi de 2023, a ocorrer na França, iniciou-se com a fase de grupos do Campeonato do Mundo de Râguebi de 2019 no Japão, onde as três melhores equipas de cada um dos grupos obteve qualificação direta para o Mundial de 2023. Oito outras equipas ir-se-ão qualificar através de play-offs regionais, interregionais e um processo de repescagem.

## Equipas qualificadas

|                                                   | África                               | América                        | Europa                                                                        | Ásia                           | Oceania                            |
| ------------------------------------------------- | ------------------------------------ | ------------------------------ | ----------------------------------------------------------------------------- | ------------------------------ | ---------------------------------- |
| Qualificadas durante o Mundial de Râguebi de 2019 | - África do Sul (campeões em título) | - Argentina                    | - Inglaterra - França (anfitriã) - Irlanda - Itália - Escócia - País de Gales | - Japão                        | - Austrália - Nova Zelândia - Fiji |
| Qualificadas através de um torneio regional       | - África 1                           | - América 1 - América 2        | - Europa 1 - Europa 2                                                         |                                | - Oceania 1                        |
| Qualificada através de um play-of interregional   |                                      |                                |                                                                               | Ásia/Pacífico 1                | Ásia/Pacífico 1                    |
| Qualificada através de play-off or repescagem     | Vencedor da Qualificação Final       | Vencedor da Qualificação Final | Vencedor da Qualificação Final                                                | Vencedor da Qualificação Final | Vencedor da Qualificação Final     |

## Processo de qualificação
Após a confirmação das doze equipas qualificadas automaticamente durante o Mundial de Râguebi de 2019, a World Rugby anunciou a 8 de junho de 2020 o formato de qualificação para as oito vagas restantes. Dos oito lugares ainda disponíveis, seis serão decididos em torneios regionais, um num play-off interregional e um último por repescagem.
Os últimos detalhes do formato das competições regionais serão anunciados no futuro.

### Europa
Juntando-se às seis equipas automaticamente qualificadas, a Rugby Europe irá contar com mais duas seleções no campeonato do mundo, correspondendo à campeã e vice-campeã do agregado do Campeonato Europeu de Râguebi de 2021 e 2022 (Europa 1 e Europa 2). A equipa terceira-classificada irá disputar o Torneiro de Qualificação Final através da vaga Europa 3.